# Font del safareig de les Avellanes
La Font del safareig de les Avellanes és una font de les Avellanes, al municipi de les Avellanes i Santa Linya (Noguera) protegida com a Bé Cultural d'Interès Local. S'ubica a la part exterior de la vila medieval i moderna, al sector sud-oriental.

## Descripció
La vila fortificada està totalment lligada a aquesta font, situada a seixanta metres enfora. El brollador medieval té una doble funció atès que, d'una banda, funciona com a punt d'abastiment d'aigua tant pel consum domèstic com pels animals de càrrega i de tir, mentre que de l'altra, és l'origen d'un sistema hidràulic destinat a irrigar les terres agrícoles més properes.
De fet, aquest bé està format per tres part ben diferenciades: la font pròpiament dita, el safareig i la bassa del Portalet. La font consta d'una paret frontal i una lateral, cinc piques de pedra amb quatre brolladors de pedra. El safareig funciona com a rentador, bassa i abeurador i la bassa del Portalet reté l'aigua sobrant.
La font sofrí una gran modificació als segles XVII-XVIII, moment de revifada econòmica a tot Catalunya. Moment en què també es va rehabilitar l'església del poble.
La font del safareig, que podria tenir origen medieval, fou construïda amb pedra calcaria seguint l'estil barroc. Està formada per una paret frontal edificada amb pedres de grans dimensions, coronada per una inscripció en una llosa de pedra que no es pot llegir. Presenta quatre sortidors de pedra, tres situats a la part central i un altre a la lateral. Consta també de cinc piques de pedra, un safareig i una bassa -la del Portalet- que emmagatzema l'aigua sobrant per a regar una sèrie d'hortets.
La font original recull l'aigua de dos aiguaneixos diferents. Un d'ells no raja ja que les obres d'un camí, a mitjan segle xx, van tallar el curs natural de l'aigua. Aquest sortidor representa els trets del rostre humà.
L'aigua de l'altre aiguaneix es condueix mitjançant una ancalada (canalització de lloses superposades), fins a un dipòsit des del qual es distribueix l'aigua en tres sortidors. Hi ha una porta amb dos brolladors rematats amb cares humanes esquemàtiques: celles de grans dimensions, ulls ametllats, nas i boca per on surt l'aigua. El tercer sortidor està situat al final de la font i sembla un afegit.
Aquesta font a sofert algunes transformacions al llarg de la història. A finals del segle xviii, l'alcalde va fer construir una altra bassa més avall, la bassa del Portalet per aprofitar l'aigua sobrant i ampliar la capacitat de regadiu. En aquest moment també es reparteix el reg en trenta-nou torns per tal de garantir que tothom tingui aigua.
La bassa del safareig original era molt més gran ja que aquest rentador no existia i la bassa arribava fins a la paret. Durant la primera meitat del segle XX es redueixen les dimensions de la bassa en integrar-hi el safareig. Posteriorment, la bassa s'escantona amb la finalitat d'ampliar la via pública i perd així la forma rectangular original. Durant la segona meitat del segle XX es rehabilita tot el complex.